# Frank Møller Aarestrup
Frank Møller Aarestrup (11. januar 1966, Nykøbing Mors) er en dansk professor på Fødevareinstituttet på Danmarks Tekniske Universitet, der har forsket i overvågning af antibiotikaresistens og smitsomme sygdomme globalt. I 2019 var han blandt de mest citerede forskere på verdensplan.
Han gik på Morsø Gymnasium. Han blev uddannet Cand.med.vet. på Den Kongelige Veterinær- og Landbohøjskole i 1992, og læste herefter en ph.d. samme sted, som blev færdig i 1996. I 2000 blev han Dr. med.
I 2009 modtog han EliteForsk-prisen, der uddeles årligt af Uddannelses- og Forskningsministeriet til forskere under 45 år.
Han har været medlem af Akademiet for de Tekniske Videnskaber siden 2013.
Han blev slået til ridder af Dannebrog i 2015.